# Nintendo Platform Technology Development
A Nintendo Platform Technology Development (任天堂技術開発本部, Nintendō Gijutsu Kaihatsu Honbu), ou Nintendo PTD, é uma divisão dentro da empresa japonesa de jogos eletrônicos Nintendo, ficando responsável pelo desenvolvimento de hardwares. Foi criada em setembro de 2015 após a fusão das divisões Integrated Research & Development e System Development.

## História
A Nintendo Platform Technology Development (PTD) foi criada em 16 de setembro de 2015 como parte de uma reestruturação interna da Nintendo que ocorreu após a nomeação de Tatsumi Kimishima como novo presidente da empresa. A divisão foi estabelecida após a fusão da Nintendo Integrated Research & Development (IRD) e Nintendo System Development (SDD).
A divisão assumiu os deveres de suas duas predecessoras, o desenvolvimento de hardwares e operação de desenvolvimento de sistemas e criação de serviços de rede e ambiente. Ko Shiota, vice-gerente geral da IRD, assumiu a posição de gerente geral da PTD, enquanto Takeshi Shimada e Kiyoshi Mizuki foram nomeados como vice-gerentes gerais.

## Produtos
| Ano  | Nome                           | Tipo       |
| ---- | ------------------------------ | ---------- |
| 2016 | Pokémon Go Plus                | Periférico |
| 2017 | Nintendo Switch                | Console    |
| 2017 | Nintendo Switch Pro Controller | Controle   |
| 2017 | New Nintendo 2DS XL            | Console    |
| 2017 | Joy-Con AA Battery Pack        | Periférico |
| 2018 | Nintendo Labo                  | Periférico |
| 2019 | Nintendo Switch Lite           | Console    |
| 2019 | Ring-Con                       | Periférico |
| 2019 | Leg-Strap                      | Periférico |
| 2019 | Nintendo Switch Stylus         | Periférico |